# Visi Imre
Visi Imre, Visy (Nagyatád, Somogy vármegye, 1852. december 26. – Budapest, 1889. december 24.) író, publicista, országgyűlési képviselő és hírlapszerkesztő.

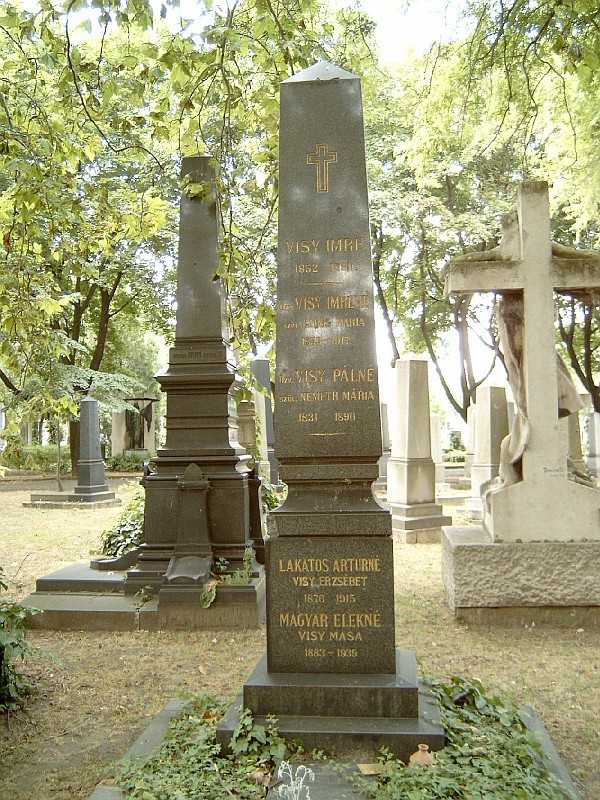
Sírja a Fiumei úti sírkertben (34/1-1-45)

## Élete
Nagyatádon született egy római katolikus nemesi családban, ahol apja nemes dr. Visy Pál (1810–1870), orvos volt és később megyei főorvos lett, édesanyja Németh Mária (1829–1890) volt. Az apai nagyszülei idősebb nemes Visy Pál (1778–1843), hencsei uradalmi kasznár (frumentarius) és Palles Jozefa voltak. Visy Imrének az apai nagynénje nemes Visy Jozefa (1822–1895), akinek a férje a polgári származású Jobst János (1825–1872), gyógyszerész, nagyatádi gyógyszertár tulajdonos. Visy Imrének az elsőfokú unokatestvére, Jobst János és Visy Jozefa fia, dr. nagyatádi Visy László (1854–1935), Pécs szabad királyi város főispánja; Visy László, pécsi ügyvéd 1905. február 7-én I. Ferenc József magyar királytól adományban szerzett magyar nemességet, a "nagyatádi" nemesi előnevet, valamint engedélyt is kapott a "Jobst" vezetékneve megváltoztatására "Visy"-re.
Iskoláit Kaposvárott és Nagyszombatban végezte, majd a pécsi jogakadémia hallgatója lett és aztán Pestre került az egyetemre, ahol a bölcseleti és jogi szakot hallgatta. A fővárosban mint tanár is működött egy darabig, de később a zsurnalisztika elterelte a politikai pályára. Egyetemi hallgató korában 1872-73-ban többek társaságában megalakította a tudomány- és műegyetemi olvasókört, melynek ő volt egyik elnöke. 1869 végén a Reform című politikai napilaphoz állott be korrektornak; még akkor diák volt és a VIII. osztályt végezte, de atyja elhalván, a kenyérkeresetre szorult. Irodalmi munkásságát már 1868-ban kezdette; ekkor írt a Reformba, Pesti Naplóba és a Honba politikai cikkeket és az Üstökösbe humorisztikus dolgozatokat. A Hon szerkesztőségébe 1871-ben állott be mint rendes belmunkatárs; itt kezdette írni Apróságok cím alatt aktuális politikai, társadalmi, irodalmi és művészeti apróbb cikkeit; különösen ebben az időben, míg a lapnál volt, csak társadalmi cikkeket írt a lapba; egyszersmind szerkesztette a Szabadelvű Párt lapját, a Magyar Népvilágot, de a Nagy Tükör című élclapot is; sokat dolgozott az Üstökösbe és e két élclapban számos költeménye jelent meg. Midőn a Hon és az Ellenőr egyesültek a Nemzetben (1882. szeptember 1.), e lapnál eleinte Láng Lajos szerkesztő helyettese, 1883. január 14-től haláláig utódja volt. A nap nagy részét munkában töltötte és azután még éjjel is majdnem minden nap 2-3 órát dolgozott; cikkeinek legnagyobb részét is éjjel írta. A magyarországi hírlapírók nyugdíjintézete is neki köszönheti megalapítását 1881-ben, mely intézetnek előbb titkára, majd alelnöke lett. Képviselővé 1884-ben választatott meg első ízben az abrudbányai kerületben és 1887-től a budapesti Józsefvárosi kerületet képviselte; számos bizottságnak volt tagja és a delegációnak is. Egy ízben előadója volt a földművelési tárca költségvetésének, felszólalt a regale-megváltás, a budai internátus, a nemzeti menház nyugdíjintézetének ügyében és még számos közérdekű tárgyban. A magyar-francia biztosító-társaság felügyelőbizottságának a Józsefvárosi I. sz. iskolaszéknek és számos Józsefvárosi jótékony egyletnek elnöke és a Józsefvárosi kör választmányi tagja volt. Mint bizottsági tag Budapest főváros törvényhatósági életében évekig előkelő szerepet vitt. 1875-ben nőül vette Gábor Irmát, a Nemzeti Színház fiatal művésznőjét és két kis leánykája született tőle. Sírja a Fiumei úti sírkertben található (34/1-1-45).
Cikkei a Honban (1873. 166. sz. Eötvös József báró könyvtára, 1881. 258-262. sz. A nemzetközi irodalmi congressusról); az Otthonban (I. 1874. Az első föltétel, II. 1874. A társadalmi élet hanyatlása); a M. Népvilágban (1880. 7. sz. A magyar népszínműirók: Tóth Ede, Csepreghy Ferencz, Szigligeti Ede); a Délmagyarországi Lapokban (1885. 225. sz. Jókai Mór); a Szabadelvű Naptárban (1885. Az agrarius mozgalom) sat.
Jegye: V. I. (a Honban).

## Házassága és leszármazottjai
Felesége Gábos Irma (Pest, 1853. április 29.–Budapest, 1916. május 29.), akinek a szülei Gábos Gerő (1822–1898), a Nemzeti színház főruhatárnoka, és Schmitz Erzsébet voltak. Visy Imre és Gábos Irma frigyéből született:
- Visy Erzsébet (Budapest, 1876. január 1.–Budapest, 1915. május 22.).[8] Férje: Lakatos Artúr (született Schlosser Artúr) (Bécs, 1880. március 15.[9] – Budapest, 1968. február 9.[10]) magyar festő és iparművész.
- Visy Mária (Budapest, 1883. március 17.–Budapest, 1939. június 21.).[11] Férje: Magyar Elek, teljes nevén Magyar Elek János alias Ínyesmester (Budapest, 1875. augusztus 14.[12] – Budapest, 1947. május 22.)[13] újságíró, gasztronómiai szakíró.

## Emlékezete
Budapest VIII. kerületében utca viseli a nevét.

## Munkái
- Saint Maur kisasszony jegyese. Cherbuliez Viktor regénye. Ford. Bpest, 1876.
- Leoni Leo. Sand György után ford. Uo. 1878. (Olcsó Könyvtár 47.)
- Egy chinai viszontagságai Chinában. Regény. Verne Gyula után ford. francziából. Bpest, 1879. Kiadta: Athenaeum Rt.
- Egy párisi nő története. Regény. Feuillet Octave után ford. Uo. 1881.
- Janganda. Nyolcszáz mértföld az Amazonon. Regény. Verne Gyula után ford. Uo. 1882. Kiadta: Franklin Rt.
- A Robinsonok iskolája. Regény. Verne után ford. Uo. 1883. (3. kiadás. Uo. 1908.) Kiadta: Franklin Rt.
- Beszéde a csongrádi válssztókerület polgáraihoz. 1884. máj. 22. Uo. 1884. (Különny. a Nemzetből.)
- Tisza Kálmán. Politikai jellemrajz. Uo. 1885. (Ism. Főv. Lapok 272. sz. sat. Németül. Uo. 1886. 12 rajzzal.)
- Tíz esztendő. Politikai tanulmány. Írta Memor. Uo. 1885.
- A Daniseffek, dráma 4 felvonásban Írta Newsky Péter (ifj. Dumas és Corvin), ford. (Először adták 1878. decz. 13. a budapesti Nemzeti Színházban); lefordította Klatzkó Julián lengyel publicista Két kanczellár (Gorcsakov és Bismarck) c. munkáját és Turgenyev munkáiból is fordított.